# Liolaemus fittkaui
Liolaemus fittkaui är en ödleart som beskrevs av  Laurent 1986. Liolaemus fittkaui ingår i släktet Liolaemus och familjen Tropiduridae. Inga underarter finns listade i Catalogue of Life.